# Tora (Darfur)
Tora là một nền văn hóa bán huyền thoại tồn tại ở Jebel Marra, Darfur. Theo các truyền thống truyền khẩu, họ là những "người khổng lồ da trắng" di cư đến Darfur từ một nơi nào đó ở phía bắc, cho thấy ban đầu họ có thể là người Berber. Họ được ghi nhận là đã mang kiến trúc bằng đá hoành tráng, kỹ thuật chế tác đá tiên tiến và kỹ thuật nông nghiệp như canh tác ruộng bậc thang, tưới tiêu và trồng cọ đến vùng này. Đến thế kỷ 12, nền văn hóa Tora đã được kế tục bởi người Daju.

## Kiến trúc
Mặc dù vẫn chưa biết liệu văn hóa Tora có tồn tại hay không, nhưng các địa điểm khảo cổ được quy cho họ thời kỳ này là có thật. Các phương pháp xây dựng có sự khác biệt với kiến trúc của vùng Chad và sông Nile, nhưng về cơ bản vẫn mang tính chất châu Phi. Điển hình của kiến trúc Tora là công trình đồ sộ nằm đối diện cả hai mặt. Đá dăm được sử dụng để lấp đầy các bức tường, làm cho các cấu trúc trở nên vô cùng kiên cố. Loại công trình lớn nhất là cung điện, đường kính lớn tới 200-400m. Chúng thường bao gồm những túp lều bằng đá được bao quanh bởi một bức tường và được xây dựng trên các đỉnh đồi. Bức tường có lẽ được chia đôi hoặc ghép lại để tạo ra hai khu riêng biệt, với hai lối vào đối diện nhau. Thiết kế này có khả năng được dùng để tách đàn ông khỏi phụ nữ.
Kiến trúc Tora đã được vương quốc Daju kế vị áp dụng và vẫn tồn tại trong thời kỳ cai trị của các vua Tunjur và Keira thời kỳ đầu, nhưng đã được thay thế bằng các phương pháp xây dựng mới bao gồm gạch nung vào khoảng năm 1700.